# Hamilton River (vattendrag i Australien)
Hamilton River är ett vattendrag i Australien. Det ligger i delstaten Queensland, omkring 1 400 kilometer väster om delstatshuvudstaden Brisbane.
Trakten runt Hamilton River består i huvudsak av gräsmarker. Trakten runt Hamilton River är nära nog obefolkad, med mindre än två invånare per kvadratkilometer. Genomsnittlig årsnederbörd är 208 millimeter. Den regnigaste månaden är februari, med i genomsnitt 60 mm nederbörd, och den torraste är augusti, med 1 mm nederbörd.